# 青柳優子
青柳 優子（あおやぎ ゆうこ、1950年 - ）は、日本の朝鮮文学研究家、翻訳家。

## 略歴
韓国仁荷大学校大学院博士課程国語国文学科（現：韓国学科）単位取得。
約20年間韓国に滞在後、2004年より宮城県仙台市に在住して「コリア文庫」を主宰。
1996年『韓国の民族文学論』で日本翻訳家協会・日本翻訳出版文化賞受賞。
2005年『懐かしの庭』で韓国文学翻訳院・韓国文学翻訳賞大賞受賞。

## 著書
- 『韓国女性文学研究 1』（御茶の水書房） 1997

## 翻訳
- 『韓国の民族文学論 東アジアの連帯を求めて』（崔元植、御茶の水書房） 1995
- 『懐かしの庭』（黄晳暎、岩波書店） 2002
- 『私は韓国を変える』（盧武鉉、青柳純一共訳、朝日新聞社） 2003
- 『50イングリッシュ』（サム・パク、ダイヤモンド社） 2003
- 『50イングリッシュ英文法』（サム・パク、ダイヤモンド社） 2003
- 『50イングリッシュキッズ 子どもと一緒にベラベラになろう!』（サム・パク、ダイヤモンド社） 2004
- 『カリスマ英語教師ダニエル・ムンの英語を学び直せ!』（ダイヤモンド社） 2004
- 『イ・ボヨン先生の120分英会話』（ダイヤモンド社） 2006
- 『イ・ボヨン先生の120分英文法』（ダイヤモンド社） 2006
- 『イ・ボヨン先生の120分英語の発音とリスニング』（ダイヤモンド社） 2007
- 『高銀詩選集 いま、君に詩が来たのか』（金應教, 佐川亜紀共訳、金應教編、藤原書店） 2007
- 『話せない英語はニセモノだ! 話せる英語「I & youトレーニング法」のすすめ!』（ダニエル・ムン、ダイヤモンド社） 2007
- 『パリデギ 脱北少女の物語』（黄晰暎、岩波書店） 2008
- 『東アジア文学空間の創造』（崔元植、岩波書店） 2008
- 『朝鮮文学の知性・金起林』（編訳・著、新幹社） 2009